# Abraham van der Kraan
Abraham van der Kraan (Rotterdam, 10 maart 1892 - aldaar, 29 juni 1946) was een Nederlands architect, die vooral veel gereformeerde kerkgebouwen ontwierp.

## Opleiding
Hij begon als tekenaar bij de belangrijkste architect van Rotterdam, Michiel Brinkman, waar hij van 1916 tot 1919 werkte. Daarna trad hij in dienst bij de Rijksgebouwendienst (1919- 1923), om zich na 1924 zelfstandig te vestigen als architect.

## Werken
De eerste kerk die hij ontwierp was de gereformeerde Julianakerk, die uit 1930 dateerde. Dit gebouw aan de Burgemeester Knappertlaan werd in 1988 gesloopt. Bij deze kerk was zijn architectuur nog nauw verwant aan de Amsterdamse School: een kruisvormige plattegrond, hoog opgaande daken en een toren.
Ook diverse woningen en villa's te Harderwijk zijn van de hand van Kraan waaronder de Verkeersweg 13 wat een gemeentelijke monument is.

## Kerken
- Statensingelkerk te Rotterdam (1934, gesloopt in 1988)[4]
- Tuindorpkerk te Utrecht (1936)
- Jeruzalemkerk te 's-Gravenhage (1936)[5]
- Laarkerk te Zuidlaren (1937)[6]
- Zuiderkerk te Leiden (1939, gesloopt in 1986)[7]

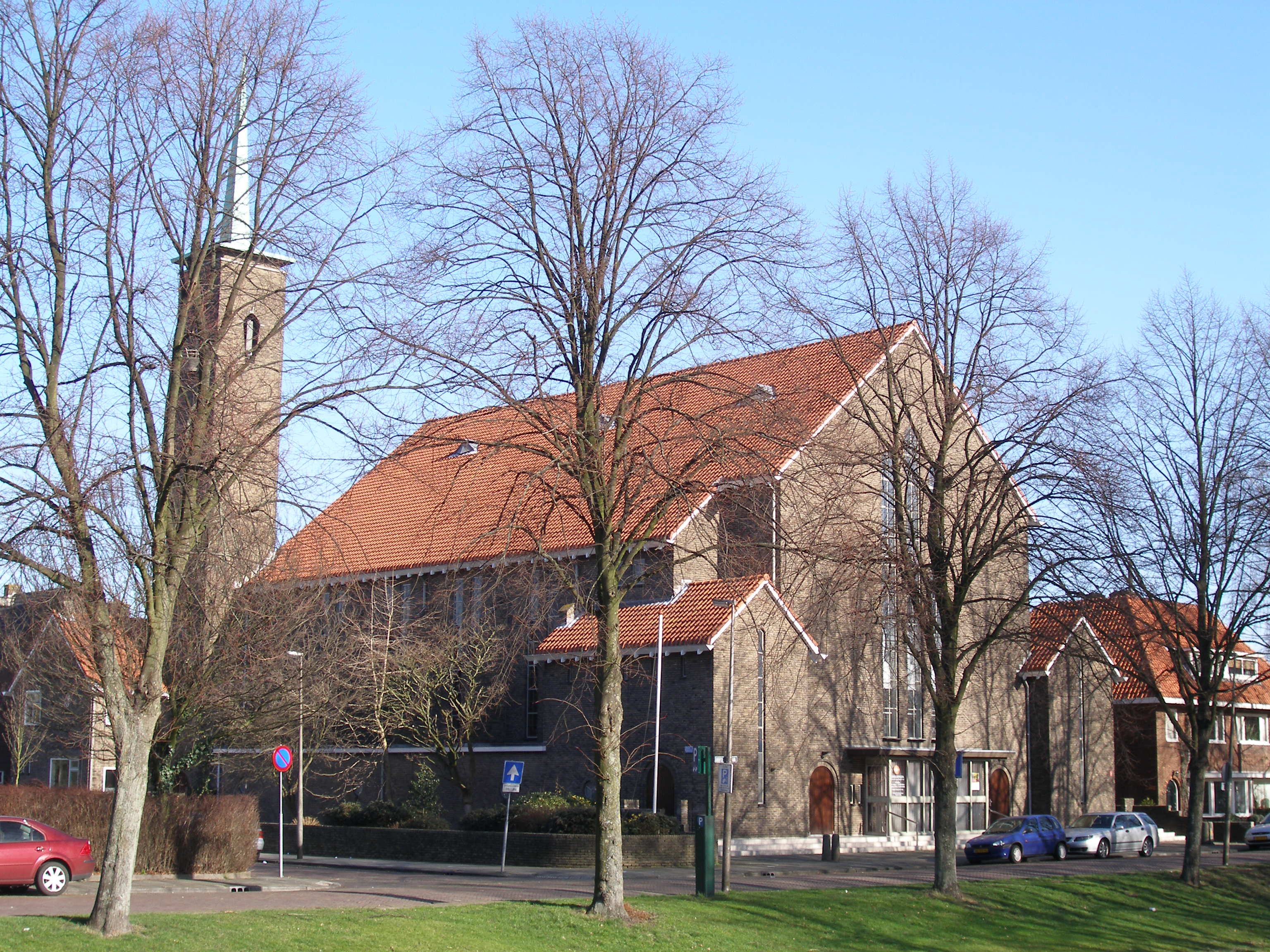
Tuindorpkerk in Utrecht
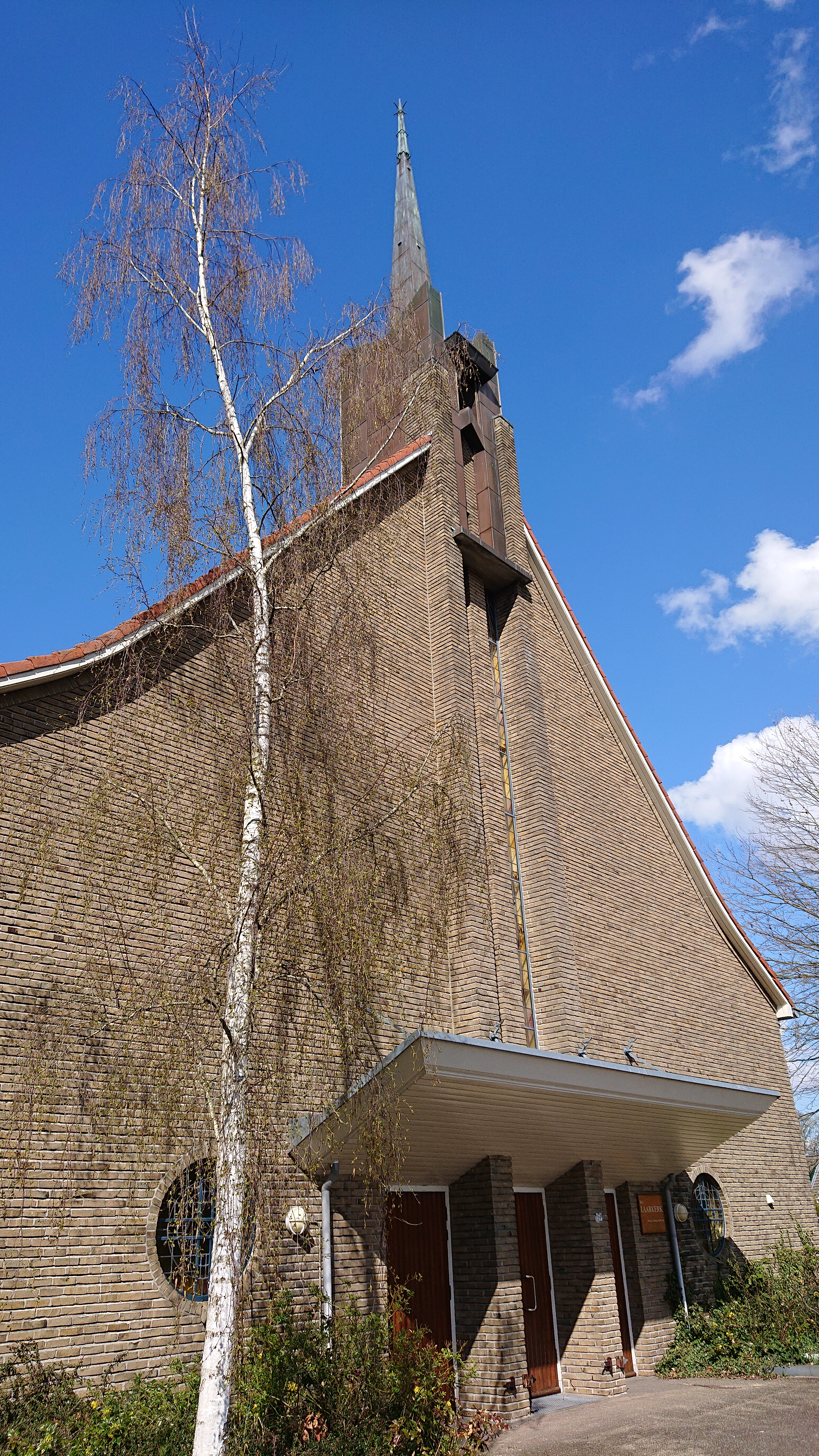
Laarkerk, Zuid-Laren
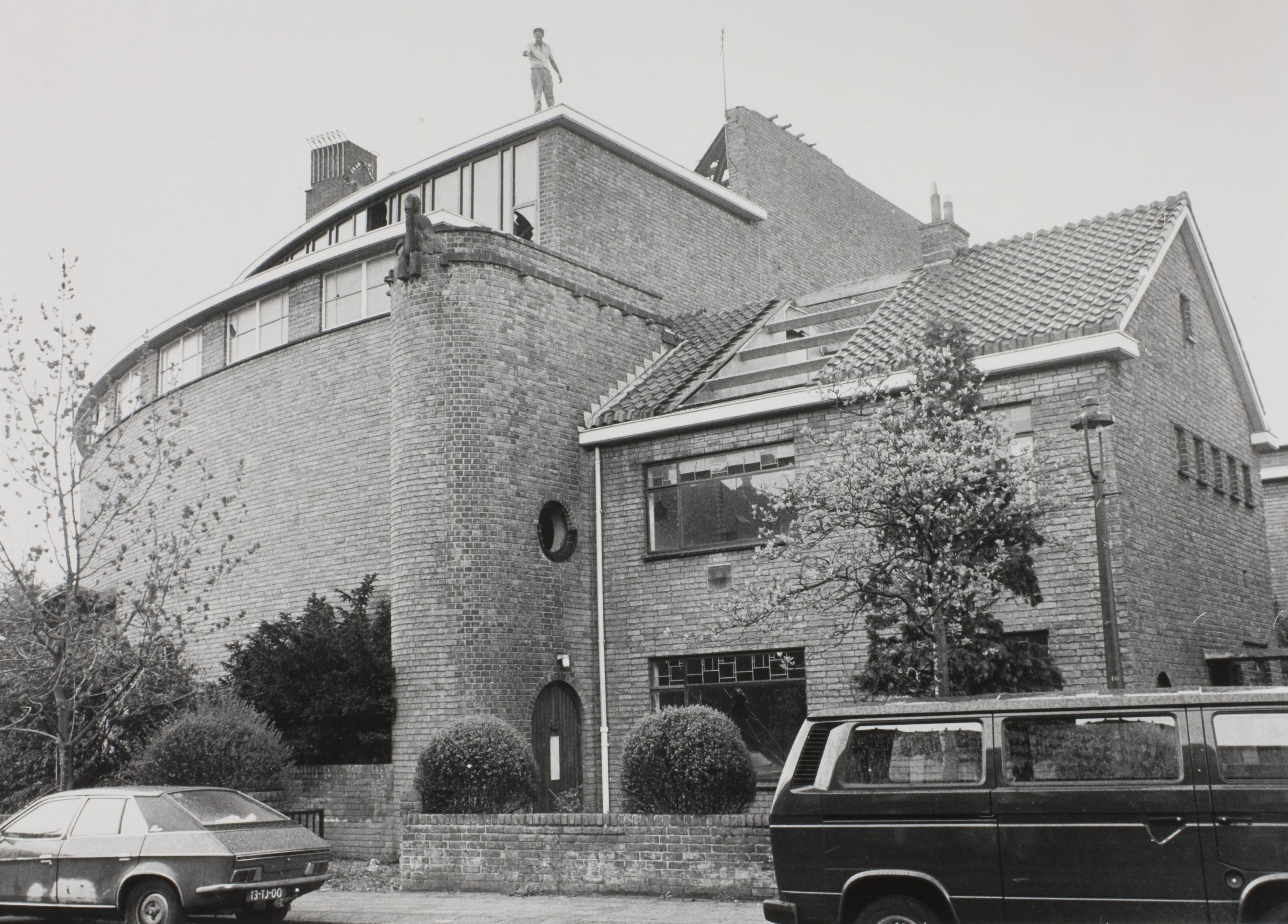
Zuiderkerk (Leiden)